# Komisař Bambus a fantóm banky
Komisař Bambus a fantóm banky je humoristická detektivní novela pro děti a mládež českého spisovatele Vladimíra Přibského (vlastním jménem Vladimír Řezáč) z roku 1986. Kniha vyšla v nakladatelství Albatros, ilustroval ji Václav Kabát.
Příběh se odehrává v Londýně. Komisař Bambus se snaží vypátrat záhadného bankovního lupiče, přičemž mu asistuje jezevčík Mikuláš.

## Postavy
- komisař Bambus
- kapitán Windsurfing
- konstábl McShandy
- vrchní komisař Davidson
- policejní náčelník Nowacek
- paní Brothersisterová – sekretářka policejního náčelníka Nowaceka
- seržant Holohlaway
- dr. Ritz
- lord Fauntleroy
- pan Stanley & Stanley – ředitel banky
- paní Burnusová
- pan Mulligan – pokladní v bance
- Špatná Míra – barmanka
- Šestiprstý Bill
- Gogo Lejzr – gangster
- Serpentýna
- Dick Máslo
- Černá bota
- Žabák
- Ferry Kukačka
- Kokoko Jack
- Mikuláš – komisařův jezevčík
- pan Snop – člen bankovní ochranky
- pan Powreeslo – člen bankovní ochranky
- pan Harley – hlavní bankovní pokladník
- pan Pomeranch – vrátný
- Bobby – policista
- Harry
- Jam Meruňka – muzikant
- Bob Owesny – muzikant
- Papin – muž z londýnského podsvětí
- Elvis Fixler – zpěvák
- Oranžová Mery – zpěvačka
- Sloní Ucho – polykač ohňů a vrhač nožů
- Čóro Móro – mág
- Berryberry – asistentka Čóra Móra
- vdova Cohenová
- Sára
- paní Nelsonová
- paní Greenwichová
- paní Gibsonová – sekretářka
- Karel, Pavel a Barel Roppy – bankovní topiči